# 손재하
손재하(孫在廈, 일본식 이름: 廣川平成히로카와 헤이나리, 廣原平成히로하라 헤이나리, 1888년 11월 6일 ~ 1952년 6월 11일)는 충청북도 지역 유지로 일제강점기에 조선총독부 중추원 참의를 지냈다. 본관은 밀양이다.

## 생애
충청북도 영동군 출신으로 대한제국 말기에 영동우편국에서 잠시 근무하다가 1905년에 퇴직하였다. 이후 실업에 뜻을 두고 농업과 곡물상, 양조업 등을 경영하여 이 지역의 유명한 부호가 되었다.
면협의원, 학무위원, 도농회 특별위원 등을 지내며 지역 유지로 활동하였고, 1933년에는 충청북도 도회의원으로도 선출되었다. 1935년에 총독부가 편찬한 《조선공로자명감》에 조선인 공로자 353명 중 한 명으로 수록되어 있다. 같은 해 총독부가 시정 25주년을 기념하여 표창자를 선정했을 때도 포함되었다. 사치하지 않고 몸을 근신하며 은인에게 보은하는 인물이라는 인물평이 남아 있다. 625전쟁시 북한 공산당의 통치하에서 지주여서 인민재판을 받았으나 지역발전을 위해 큰 재산을 기부하는 등 훌륭한 업적으로 처벌받지 않고, 장례식은 지역사회장으로 거행하였다. 
《조선공로자명감》에 따르면, 손재하는 이 무렵 토지 100여 정을 소유하여 자산 총액이 50만 원에 이르는 거부였다. 영동산업과학고등학교의 전신인 영동농업전수학교 설립에 큰 재산을 기부하고 영동 구세군병원 설립에 큰 재산을 기부하는 등 공익 사업에 사재를 내놓은 일이 여러 차례 있었다. 영동법원과 영동검찰청, 영동세무서 등 관공서도 사재를 기부해서 영동에 유치하였다. 625전쟁시 폭탄에 파손된 영동농업고등학교를 또 사재로 개보수하였다.
1942년에 일본 정부로부터 훈7등 서보장을 받았다. 1941년에는 조선임전보국단에 발기인으로 참여하기도 했다.
미군정 하에서 대한독립촉성국민회의 영동지부 고문을 지내는 등 우익 측에서 활동하며 영동 지역 유지로 남았다. 1949년에 반민족행위처벌법에 따라 조사를 받았다. 오랫동안 도회의원과 중추원 참의를 지냈고 비행기 대금으로 국방헌금을 납부한 사실 등이 확인되었으나, 반민특위의 활동이 방해를 받는 과정에서 불기소로 풀려났다.
2002년 발표된 친일파 708인 명단과 2008년 공개된 민족문제연구소의 친일인명사전 수록예정자 명단의 중추원 부문에 모두 포함되었으며 2009년 친일반민족행위진상규명위원회가 발표한 친일반민족행위 705인 명단에도 포함되었다.

## 같이 보기
- 조선총독부 중추원
- 영동산업과학고등학교

## 참고자료
- 손재하(孫在廈) - 국사편찬위원회